# Tristan Barczak
Tristan Barczak (* 16. Januar 1985 in Münster) ist ein deutscher Rechtswissenschaftler. Er hat seit 2020 den Lehrstuhl für Öffentliches Recht, Sicherheitsrecht und das Recht der neuen Technologien an der Universität Passau inne.

## Leben
Barczak besuchte von 1995 bis 2004 das Gymnasium Borghorst und studierte von 2004 bis 2009 Rechtswissenschaft an der Universität Münster (2009 erste juristische Prüfung vor dem OLG Hamm mit dem Prädikat „sehr gut“). Betreut von Bodo Pieroth wurde er 2011 an der gleichen Universität zum Dr. iur. promoviert. Thema seiner summa cum laude bewerteten Dissertation war Der Übergang von der Grundschule in die Sekundarstufe als Grundrechtsproblem. Außerdem absolvierte er 2010–2012 einen Masterstudiengang (LL.M.) im Medizinrecht. Das Rechtsreferendariat absolvierte Barczak in Hamburg und legte dort 2013 das zweite Staatsexamen ab. Als Habilitand kehrte er an die Universität Münster zurück, wo er von 2013 bis 2019 als Akademischer Rat auf Zeit am Institut für Öffentliches Recht und Politik (Lehrstuhl von Fabian Wittreck) tätig war. Zusätzlich war er von 2014 bis 2017 Wissenschaftlicher Mitarbeiter am Bundesverfassungsgericht, wo er im Dezernat des Richters Johannes Masing (Erster Senat) arbeitete. 
Mit der Schrift Der nervöse Staat – Ausnahmezustand und Resilienz des Rechts in der Sicherheitsgesellschaft schloss Barczak 2019 die Habilitation ab und erhielt die Venia Legendi für Verfassungsrecht und Verwaltungsrecht, Geschichte des Öffentlichen Rechts und Rechtstheorie. 2019/2020 übernahm er eine Lehrstuhlvertretung am Karlsruher Institut für Technologie (KIT). 2020 folgte er dem Ruf auf eine W3-Professur für Öffentliches Recht, insb. Verwaltungsrecht an der Universität Passau, wo er die Nachfolge von Dirk Heckmann antrat.
Seine Forschungsschwerpunkte sind Verfassungsrecht (Land, Bund, Europäische Union), Verwaltungsrecht, insbesondere Polizei- und Sicherheitsrecht, Versammlungsrecht, Schulrecht, Gesundheitsrecht und Recht der neuen Technologien.

## Schriften (Auswahl)
- Der Übergang von der Grundschule in die Sekundarstufe als Grundrechtsproblem. Eine rechtliche Untersuchung unter Berücksichtigung sozialer Herkunftseffekte. Baden-Baden 2011, ISBN 3-8329-6657-9.
- Das Gesundheitsideal als Werbeversprechen. Regulierung, rechtliche Optionenräume und Rechtsschutzperspektiven. Eine Analyse der Health-Claims-Verordnung und der Rolle der Europäischen Behörde für Lebensmittelsicherheit in der mehrdimensionalen Lebensmittelverwaltung. Baden-Baden 2012, ISBN 3-8329-7848-8.
- mit Bodo Pieroth: Mindestlohnausnahme für Zeitungszusteller?. Baden-Baden 2014, ISBN 3-8487-1509-0.
- BVerfGG. Mitarbeiterkommentar zum Bundesverfassungsgerichtsgesetz. Berlin 2018, ISBN 3-11-045018-6.
- Der nervöse Staat. Ausnahmezustand und Resilienz des Rechts in der Sicherheitsgesellschaft. 2. Auflage. Mohr Siebeck, Tübingen 2021 [2020].